# Dachbinder (Holzbau)

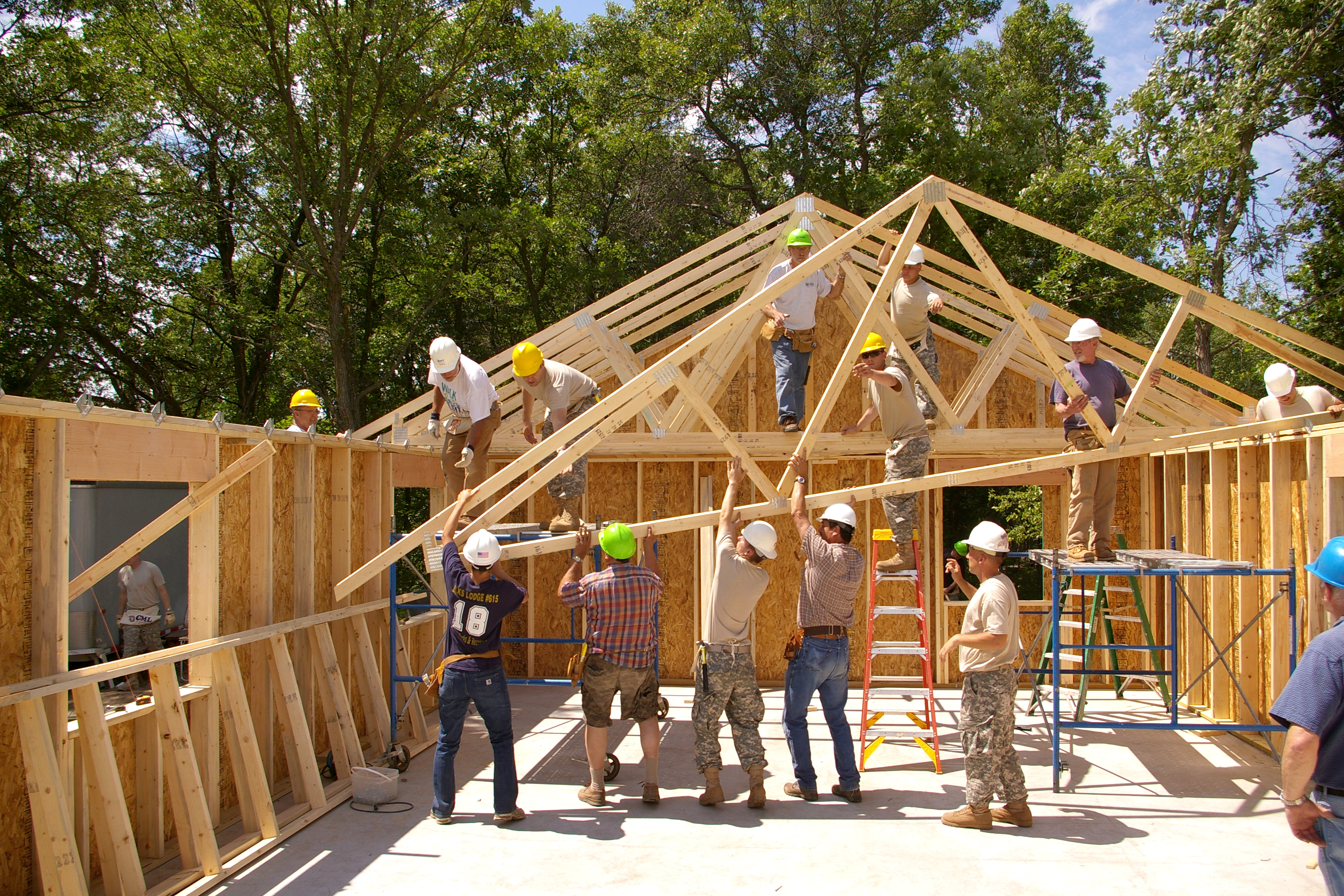
Ein moderner Nagelplattenbinder wird eingesetzt, Minnesota, USA

Ein Dachbinder ist ein vertikales großflächiges Bauelement, dass aus mehreren Einzelteilen zusammengesetzt ist und eine Dachkonstruktion trägt und in Querrichtung aussteift. 
Klassische Binder setzen sich aus einem oder mehreren Stabdreiecken zusammen. Zu einem Dreieck zusammengefügte stabförmige Elemente sind statisch hoch belastbar und ermöglichen materialsparende Konstruktionen. 
Ein aus mehreren Dreiecksfeldern bestehender Binder wird auch als Fachwerkträger bezeichnet.
Moderne Dachbinder werden auch mit parallelen oder annähernd parallelen Ober- und Untergurten gefertigt und dann als Träger (Fachwerkträger, Gitterträger) bezeichnet.
Stahlkonstruktionen können auch mit biegesteifen Ecken bzw. Knoten hergestellt werden. Entsprechende Binder werden genaugenommen nicht als Fachwerk sondern als Stabwerk oder Rahmen bezeichnet.

## Dachbinder in klassischen Holzdachstühlen, Satteldach
Dachbinder für kleinere Dächer können in der Abbundhalle oder auf dem Zimmerplatz vormontiert und komplett zur Baustelle transportiert werden.

### Sparrendach
Bei einem Sparrendach sind jeweils zwei Sparren mit dem Dachbalken (dem obersten Deckenbalken, Bundbalken oder Binderbalken) über Versatz und Verbolzung oder Sparrenhalter zum Dachgebinde verbunden.
Da jedes dieser Stabdreiecke einen Binder bildet, bestehen Sparren- und Kehlbalkendächer im Gegensatz zu Pfettendächern ausschließlich aus Bindern.

#### Sparrenbinder oder Sparrendreieck
Der Sparrenbinder bzw. Satteldachbinder ist die einfachste Form des Dachbinders. Sparrenbinder sind die konstruktiven Elemente des Sparrendachs. Sie bestehen aus dem Sparrendreieck, das aus den zwei Sparren und dem in ihrer Ebene liegenden Dachbalken gebildet wird. Der Dachbalken eines Sparrenbinders wird auch als Bundbalken bezeichnet und bildet häufig zugleich auch den Deckenbalken des darunter liegenden Geschosses.

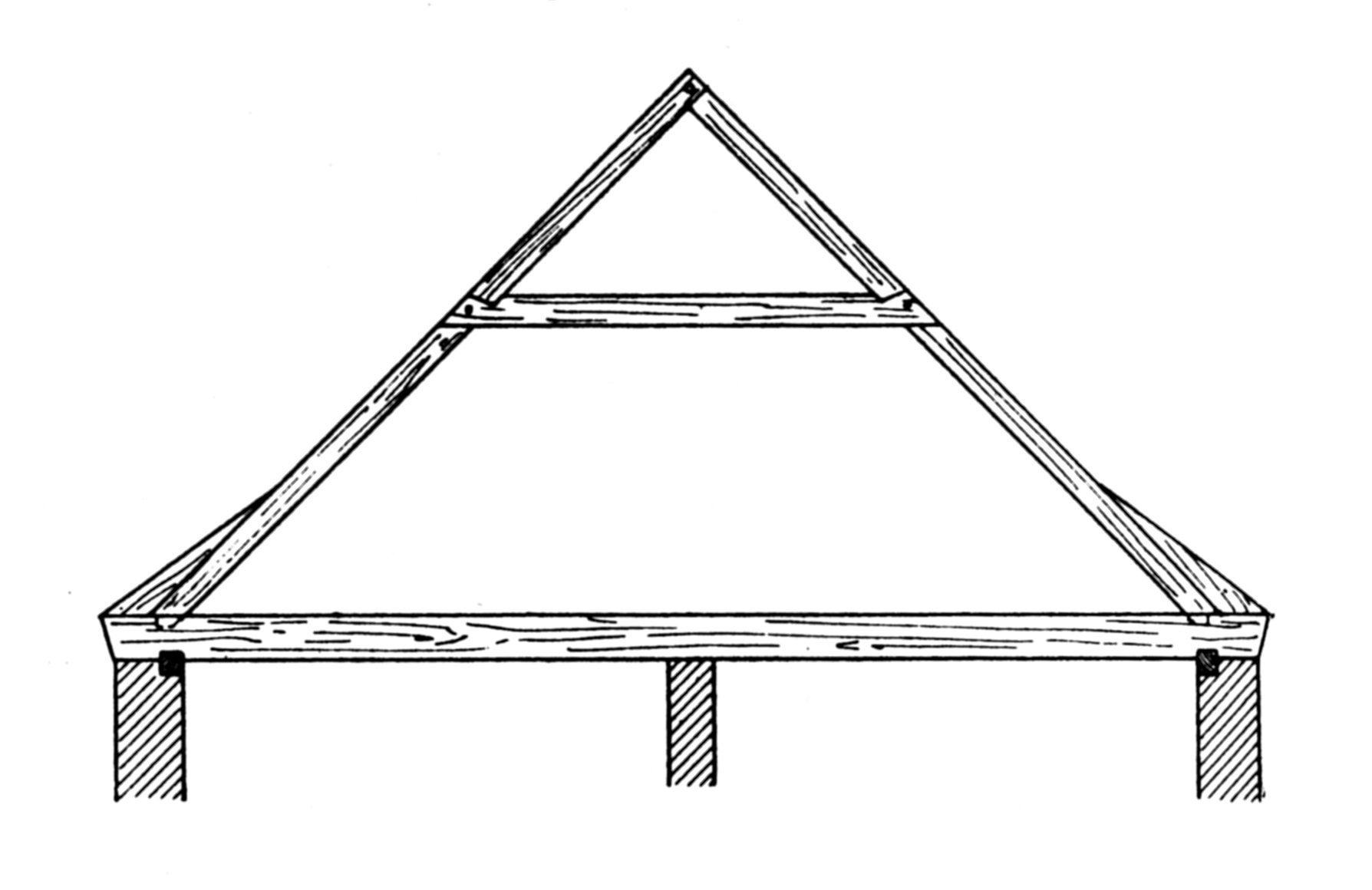
Einfacher Kehlbalkenbinder (aufgrund der Ähnlichkeit zum Buchstaben 'A' im Englischen auch als A-frame bezeichnet)

#### Kehlbalkenbinder
Überschreiten die Sparren des Binders eine gewisse Länge, ist es wirtschaftlich, in den Binder zusätzliche, meist horizontal angeordnete Hölzer (Kehlbalken) einzufügen, um eine übermäßige Durchbiegung der Sparren
zu verhindern. Diese Hölzer bilden bei ausgebauten Dachräumen dann häufig die Dachgeschoss-Decke, auch als Kehlbalkendecke bezeichnet.

### Pfettendach
Beim Pfettendach liegen die Sparren auf sogenannten Pfetten auf. Diese großen Balken verlaufen am First, an der Traufe oder in der Mitte der Dachfläche und liegen jeweils an den Enden auf den Giebelwänden auf. Ein kleines Pfettendach benötigt neben den Sparren und Pfetten keine zusätzliche Tragkonstruktion oder aussteifende Elemente wie etwa Bund- oder Kehlbalken. Bei größeren Pfettendächern müssen die Pfetten unterstützt werden. Eine Möglichkeit ist es, die Pfetten jedes dritte, vierte oder fünfte Sparrenfeld mit einem Dachbinder zu unterstützen und damit den Dachstuhl insgesamt auch gleichzeitig auszusteifen. Beim liegenden Stuhl tragen die Binder zugleich die Firstpfette und die gegebenenfalls vorhandene Mittelpfette. Beim stehenden Stuhl sollten die Binder bei symmetrischer Dachlast keine Belastung erfahren und erst dann zur Versteifung herangezogen werden, wenn durch einseitige Schneelast oder Winddruck horizontale Kräfte auf die Dachkonstruktion einwirken.

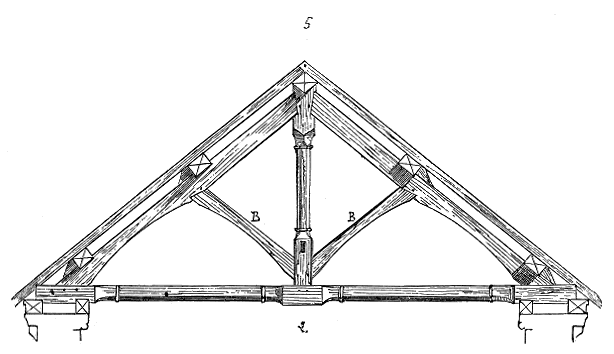
Zeichnung eines historischen Dachbinders bei einem Pfettendach. Der Binder ist das Dreieck, was auf den Mauerlatten (geschnitten) aufliegt und die Pfetten (geschnitten) trägt.
Bezeichnungen am Dachbinder eines Pfettendaches
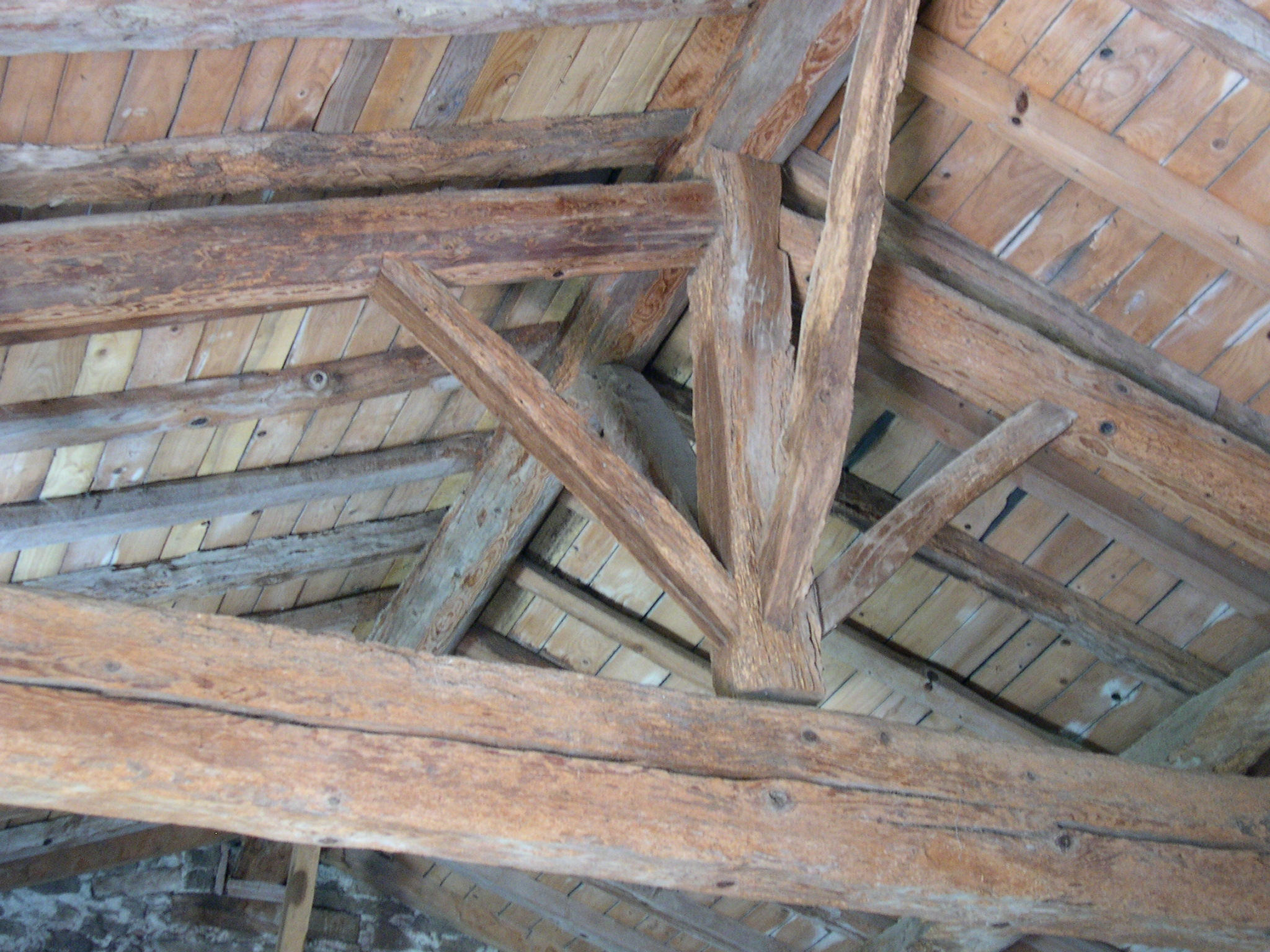
Detail eines traditionellen Dachbinders bei einem „Pfettendach mit einfachem Sprengwerk“ zur Unterstützung der Firstpfette. Der waagerechte Binderbalken wird nur auf Zug und nicht auf Durchbiegung beansprucht. Der kurze Pfosten unter der Firstpfette ist mit dem Binderbalken nur mit einem Führungszapfen, der als Schwebezapfen bezeichnet wird, verbunden.

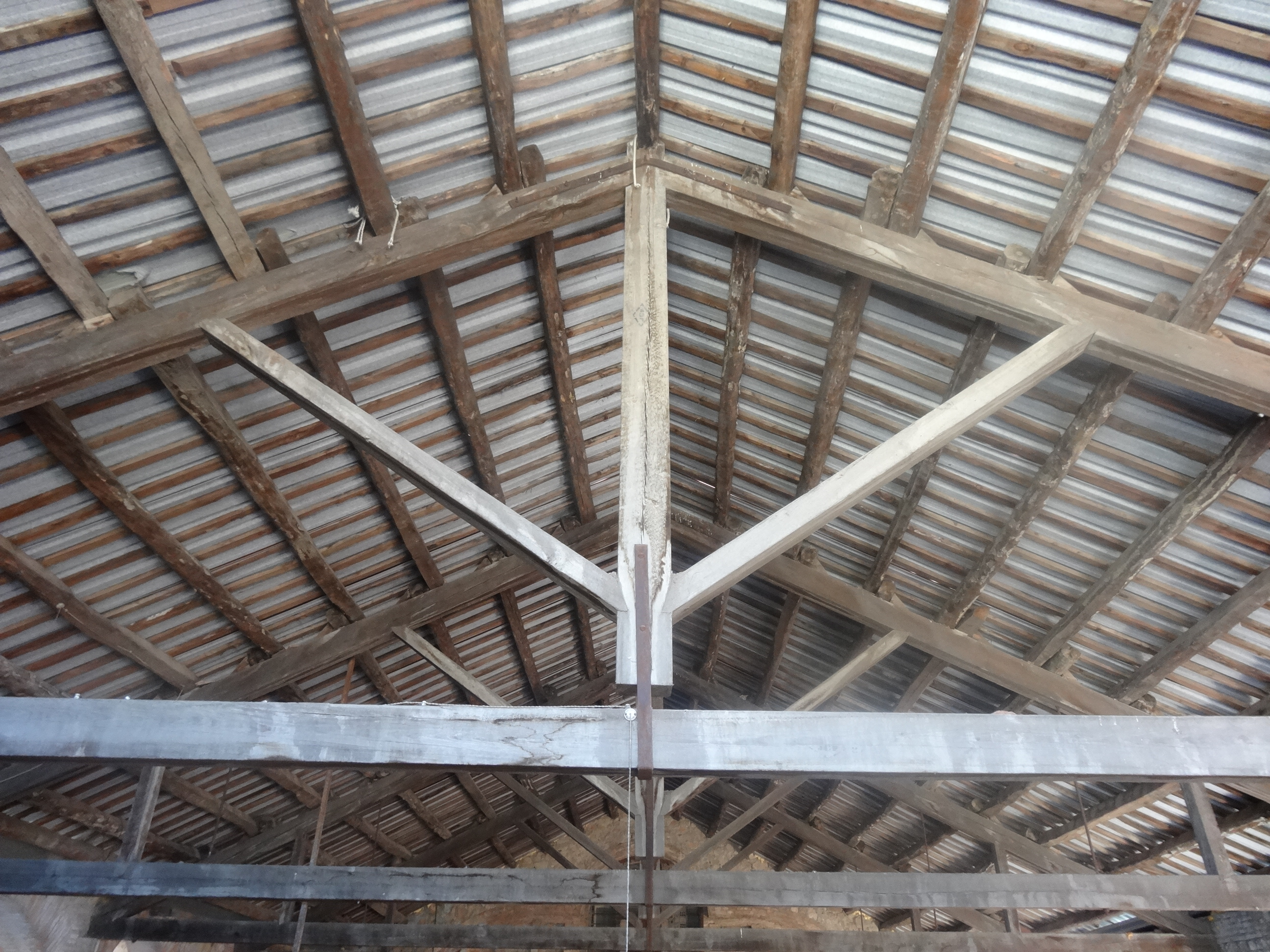
Spreng- und Hängewerk Dachbinder als Sprengwerk mit Sparrenpfetten auf dem Dach eines Weinlagers in Igualada, Katalonien, Spanien (1922 erbaut)

### Dach mit Sparrenpfetten
Dächer mit Sparrenpfetten werden meist für weitgespannte Dachkonstruktionen verwendet. Die (Sparren)Pfetten liegen mit relativ engem Abstand auf den Dachbindern. Auf Sparren parallel zu den Dachbindern wird verzichtet, da sich mit diesen nur begrenzte Spannweiten erreichen lassen. Falls für die gewünschte Dachdeckung notwendig, werden auf den Sparrenpfetten Sparren verlegt, die dann jedoch oft ähnlich kleine Querschnitte wie Dachlatten haben.

## Weitere Dachbinder, nach (Dach-)Form
Dachbinder werden auch nach der Dachform bezeichnet, in der sie angewendet werden:
- Pultdachbinder
- Trapezbinder
- Doppeltrapezbinder
- Mansardbinder
- Bogenbinder
- Walmdachbinder (sind eine Gruppe aus mehreren Binderformen)
- Schifterbinder (Spezieller Pultdachbinder bei einem Walmdach)
- Parallelbinder

Alle lassen sich als Fachwerkbinder herstellen, einige auch als Leimbinder.

## Weitere Dachbinder, nach Verbindungstechnik
Im modernen Dachbau werden Holzverbindungen zur Verbindung von Hölzern immer seltener benutzt. Stattdessen werden Stahlwinkel, Nagelplatten oder Lochbleche verwendet. Trotzdem ist die Schiftung weiterhin noch nötig, diese Arbeit kann aber meist mit den Abbundprogrammen, Abbundmaschinen oder Abbundstraßen ausgeführt werden, ein Aufschnüren auf dem Reißboden ist nicht mehr nötig.

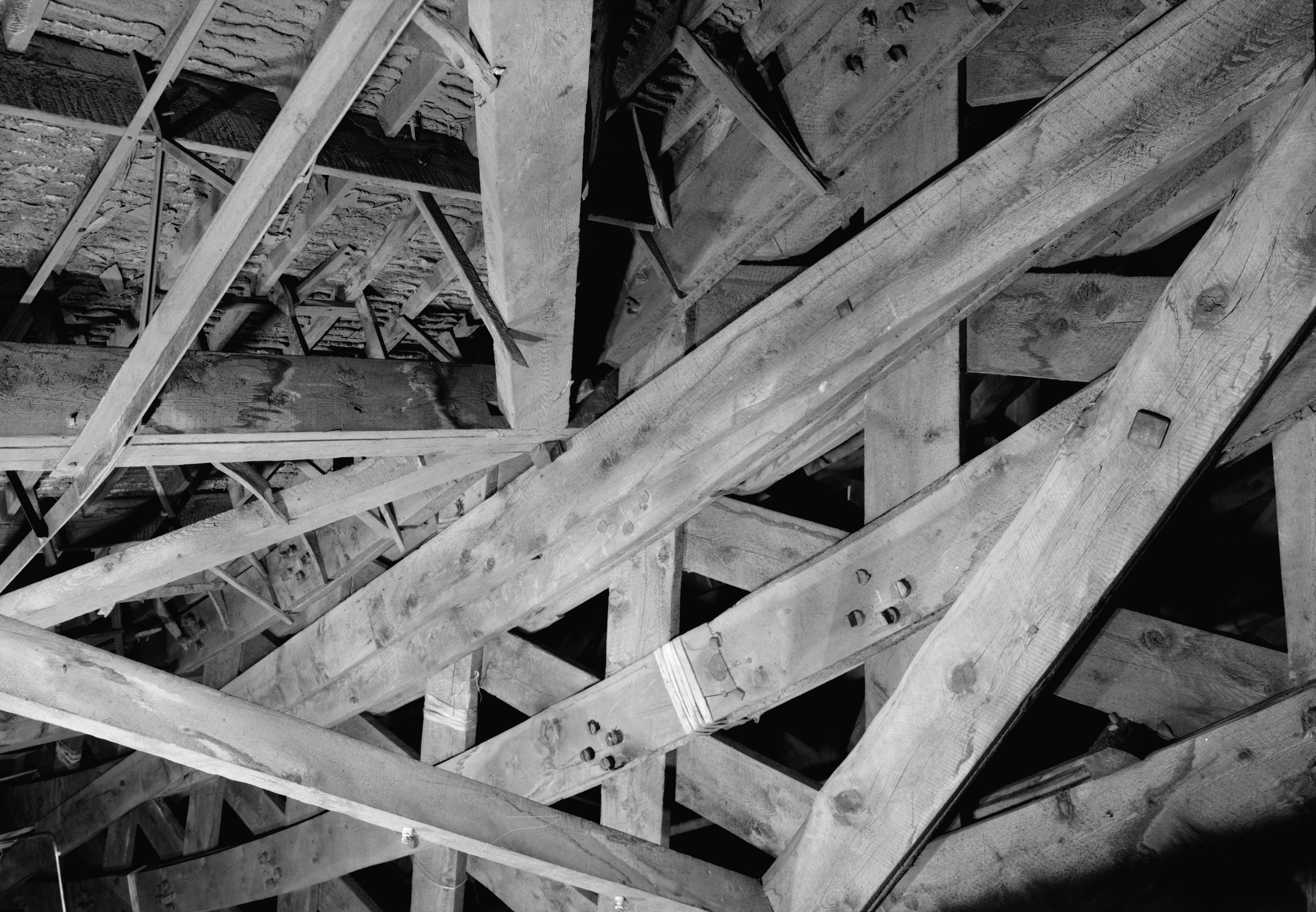
Holzbrettbinderkonstruktion mit Dübeln

### Bohlenbinder
Um 1800 wurden erstmals größere Dachkonstruktionen mit Trägern aus nebeneinandergelegten und miteinander vernagelten Bohlen oder Brettern hergestellt, die Bohlenbinder genannt wurden. Gegenüber den bis dahin üblichen Fachwerkkonstruktionen konnten damit auch Binder mit gerundetem Obergurt für Kuppelkonstruktionen gefertigt werden.

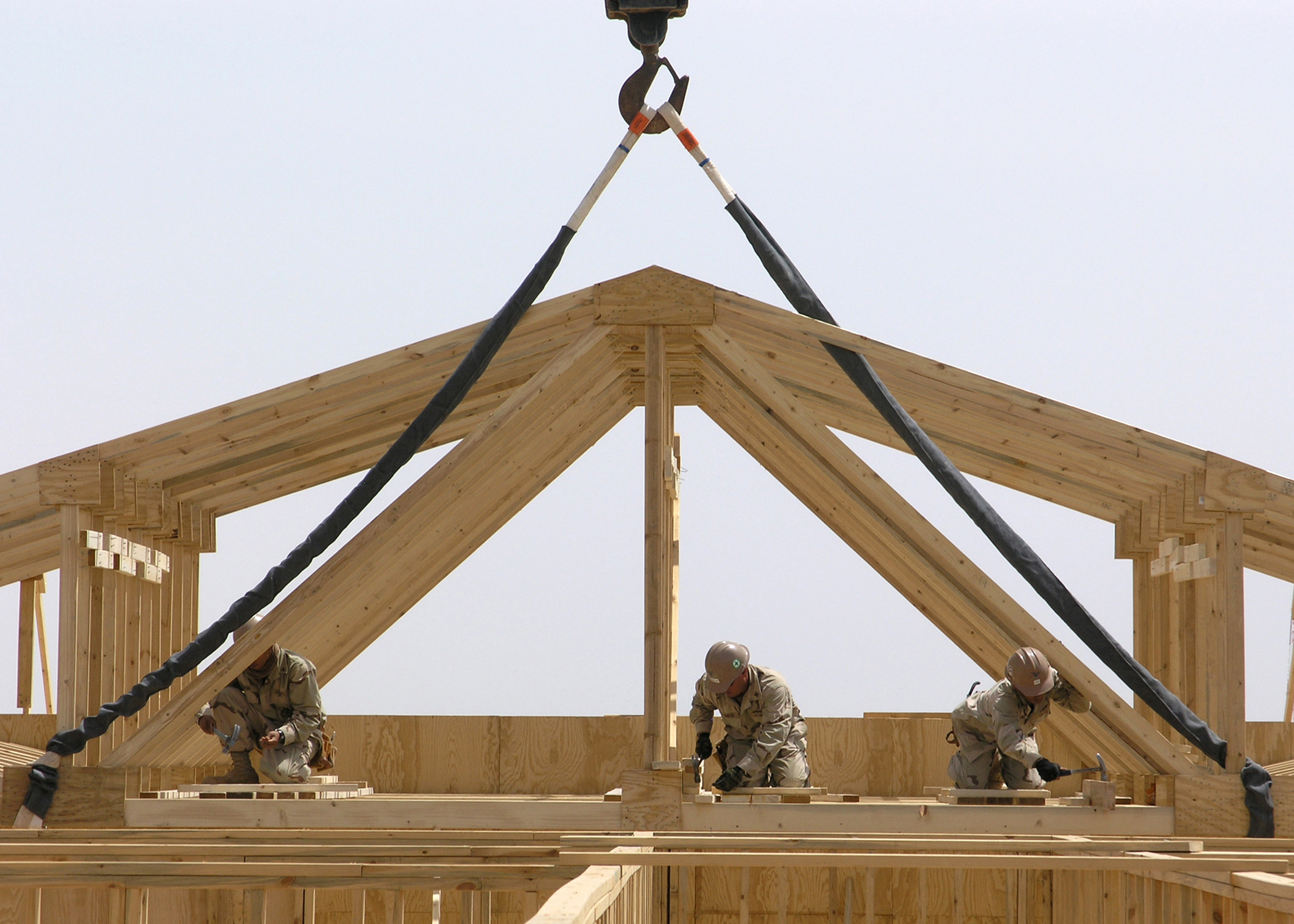
Nagelbinder

### Nagelbinder
Traditionelle Nagelbinder sind Fachwerkbinder und werden auch als Brettbinder bezeichnet. Das Tragwerk besteht aus Druck- und Zugstäben, die an den Knotenpunkten mittels hölzernen Laschen und Nägeln nach einem bestimmten Nagelbild kraftschlüssig verbunden werden. In der Regel sind Nagelbinder aus mehreren Lagen Brettern hergestellt. Insofern ähneln sie Bohlenbindern, die jedoch meist nicht von vorneherein als Fachwerkbinder ausgebildet, sondern eher nach der Montage durch eine zusätzliche Fachwerkkonstruktion ausgesteift werden.

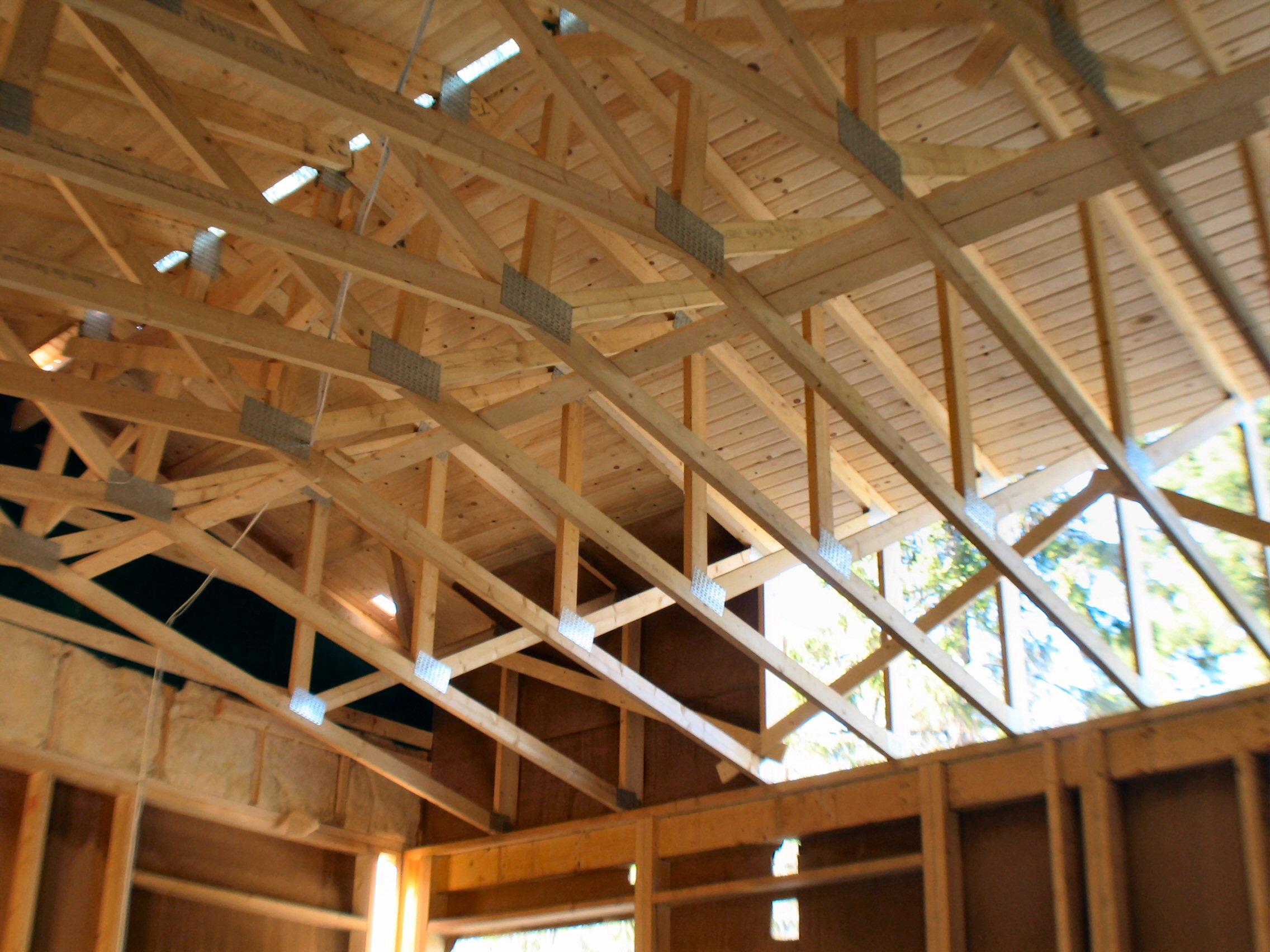
Nagelplattenbinder

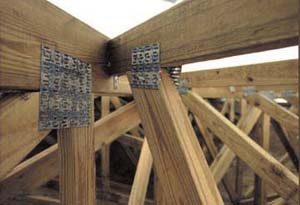
Nagelplatte im Detail

### Nagelplattenbinder
Nagelbinder wurden seit den 1970er Jahren zunehmend als „Nagelplattenbinder“ (NPB) gefertigt, bei denen die Knotenpunkte durch standardisierte „Nagelplatten“ verbunden werden. Das sind Stahlblechplatten, aus denen in regelmäßigen Abständen schmale Blechstücke herausgestanzt und abgewinkelt wurden, die dann wie Nägel einseitig herausstehen. Die in Deutschland verwendeten Nagelplatten bedürfen einer allgemeinen bauaufsichtlichen Zulassung des Deutschen Instituts für Bautechnik (DIBt). Nagelplatten werden über den Holzstößen mit Spezialwerkzeugen hydraulisch liegend beidseitig in das Holz eingepresst. Holzquerschnitte und Nagelplatten werden, wie bei herkömmlichen Konstruktionen, statisch bemessen. Auf Grundlage der Bemessungsnormen DIN 1052 und DIN EN 1995 (EC5) sind Nagelplattenbinder im Bereich der Nutzungsklassen 1 und 2 anwendbar.
Für Bauwerke sind diese Tragwerke mit Nagelplattenverbindungen als Bauprodukt nach DIN 1052 geregelt und in der Bauregelliste A Teil 1, Ausgabe 2012/2 Nr. 3.3.1.2.2 gelistet. In der Bauregelliste ist als Anforderung an die Herstellbetriebe eine Überwachung und Zertifizierung nach den Landesbauordnungen vorgeschrieben. Alle Nagelplattenbinder müssen ein Ü-Zeichen tragen. Im Ü-Zeichen müssen neben Hersteller und Herstellwerk als technische Regel die DIN 1052 sowie die Kurzbezeichnung der Zertifizierungsstelle angegeben sein.

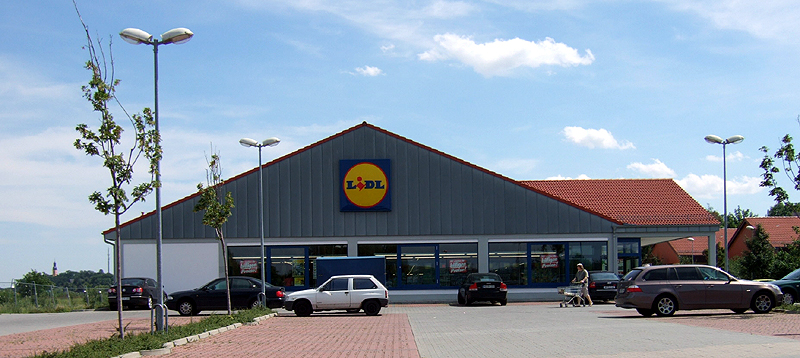
Filiale eines Discounter-Supermarktes, typisches Beispiel für die Verwendung von Nagelplattenbindern in der Dachkonstruktion

Nagelplattenbinder werden häufig bei Hallen und anderen eingeschossigen Gebäuden verwendet, die größere Flächen stützenfrei überspannen sollen, wie es etwa bei großflächigen Einzelhandelsbetrieben wie Supermärkten der Fall ist. Nagelplattenbinder sind Tragwerke des Ingenieurholzbaus.
Neben weitgespannten Dachkonstruktionen werden Nagelplattenbinder gelegentlich auch bei Dachkonstruktionen für Wohnhäuser verwendet, insbesondere bei flach geneigten Sattel- oder Walmdächern. Sogenannte Studiobinder ermöglichen flexibel zur Wohnnutzung ausbaubare Dachgeschosse und große, stützenfreie Innenräume im Dachraum.
Hersteller von Nagelplatten und verarbeitende Holzbauunternehmen sind im Interessenverband Nagelplatten e. V. (GIN) zusammengeschlossen.
Eine Dachkonstruktion mit Nagelplattenbindern kann im Brandfall ein erhöhtes Risiko darstellen. Dem Institut der Feuerwehr NRW zufolge ist "beim Versagen eines Nagelplattenbinders keine Lastumlagerung möglich, d. h. es folgt fast immer der Totaleinsturz".

### Leimbinder
In der Fachsprache Brettschichtholzbinder oder kurz BSH-Binder genannt. Aus ca. 40 mm starken Holzlamellen wird durch Verleimung ein beliebig großer Holzquerschnitt und Längen bis zu 50 m erzeugt. Es werden Bretter schichtweise miteinander verleimt, daher der Name. Brettschichtholzbinder dürfen nur in dafür zugelassenen Betrieben mit strengen Fertigungsrichtlinien hergestellt werden.

#### Zur Geschichte
Einer der bedeutendsten deutschen Pioniere auf diesem Gebiet war der in Weimar ansässige Großherzogliche Hofzimmermeister und Unternehmer Karl Friedrich Otto Hetzer (1846–1911). In einem Werbeprospekt um 1910 mit dem Titel Otto Hetzer Weimar – Neue Holzbauweisen verwies das Unternehmen auf 20 deutsche und ausländische Patente, die Dachkonstruktionen und Tragwerke betreffen. Damit gilt Otto Hetzer heute noch als maßgebender Begründer des Holzleimbaus.
Ein Hetzer-Binder ist ein Dachbinder mit I-förmigem Querschnitt. Er besteht aus verschiedenen miteinander verleimten Hölzern (Buche für Druckzone, Fichte für Zugzone) und kann je nach Spannweite mit hölzernen oder eisernen Zugbändern versehen sein. Ein damit errichtetes Dach- oder Hallentragwerk eignet sich für die stützenfreie Überwölbung weiter Räume. Die Hallen werden dank ihrer relativ flachen und stützenfreien Dachkonstruktion zum Beispiel als Montage- oder Lagerhallen gebaut.

### Parallelbinder

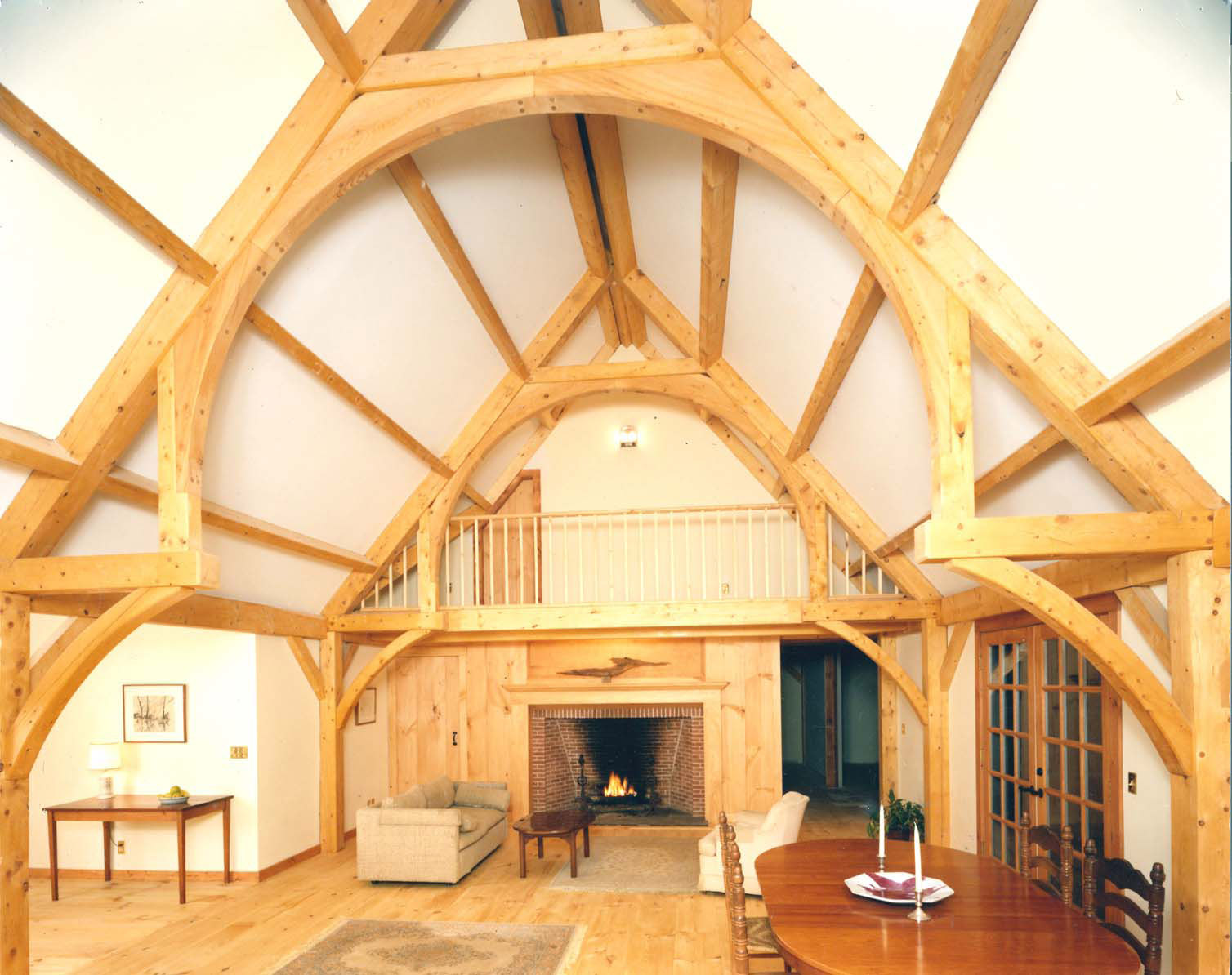
Eine Art Vieleckbinder, der eher eine dekorative als eine tragende Funktion hat

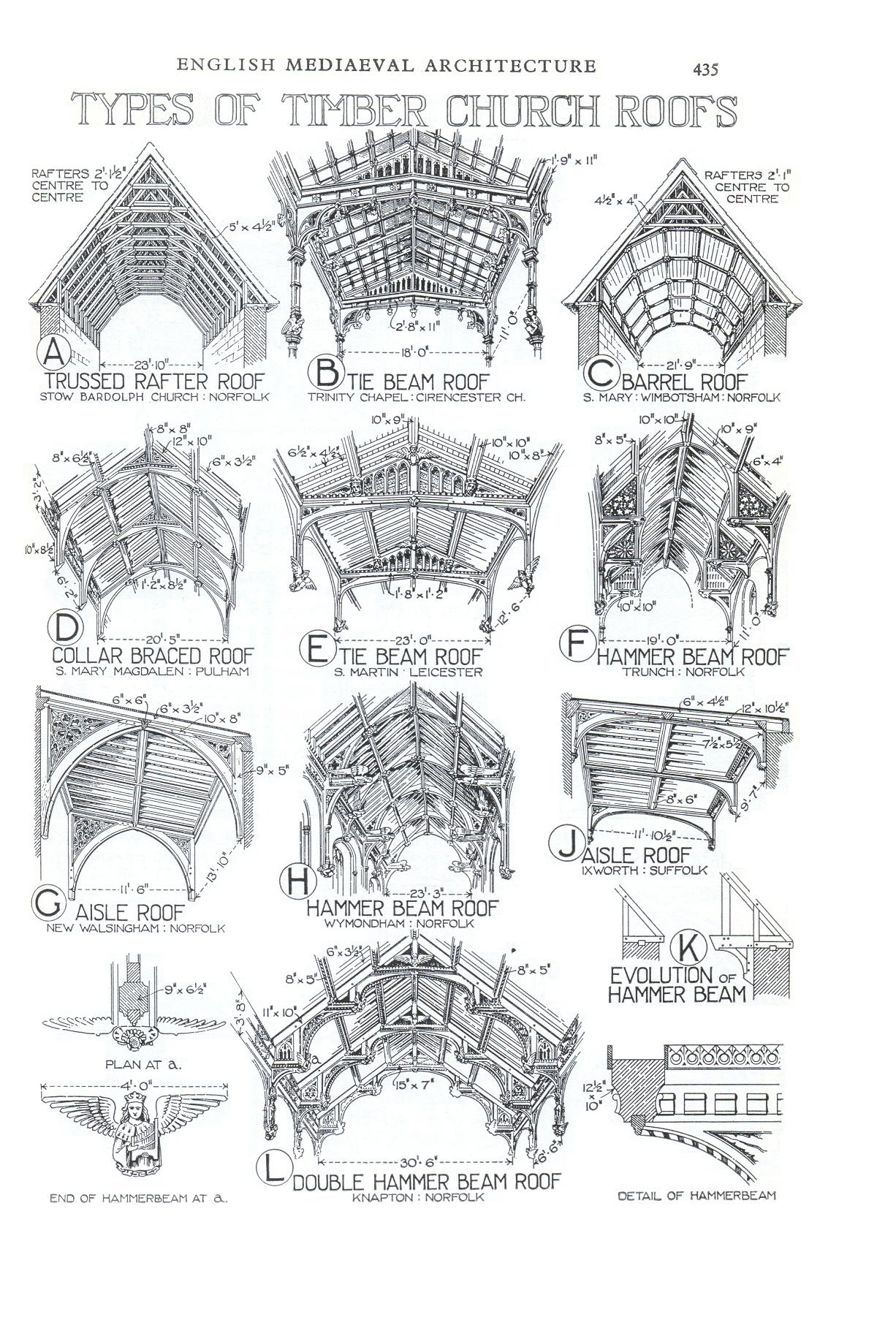
Übersicht über Binderformen, die in englischen Kirchendächern verwendet wurden. Hammer beam bedeutet Stichbalken und Tie beam ist ein Zug- oder Bundbalken

Parallelbinder wurden früher in Form von Fachwerkbindern für große Spannweiten eingesetzt.
Moderne Parallelbinder werden in sehr unterschiedlichen Dimensionen in Standardgrößen vorgefertigt.
Kleinere Wellstegträger oder Doppelstegträger mit OSB-Platten als Steg werden anstelle gewöhnlicher Holzbohlen im Gerüst- und Schalungsbau oder für Dachkonstruktionen mit kleineren Spannweiten verwendet. Mit Doppelstegträgern größerer Dimensionen können weitgespannte Tragtragwerke hergestellt werden, etwa für große Hallen.

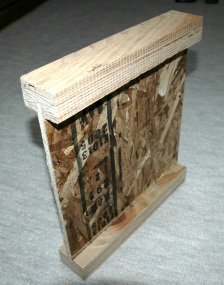
Parallelbinder mit einer OSB-Platte
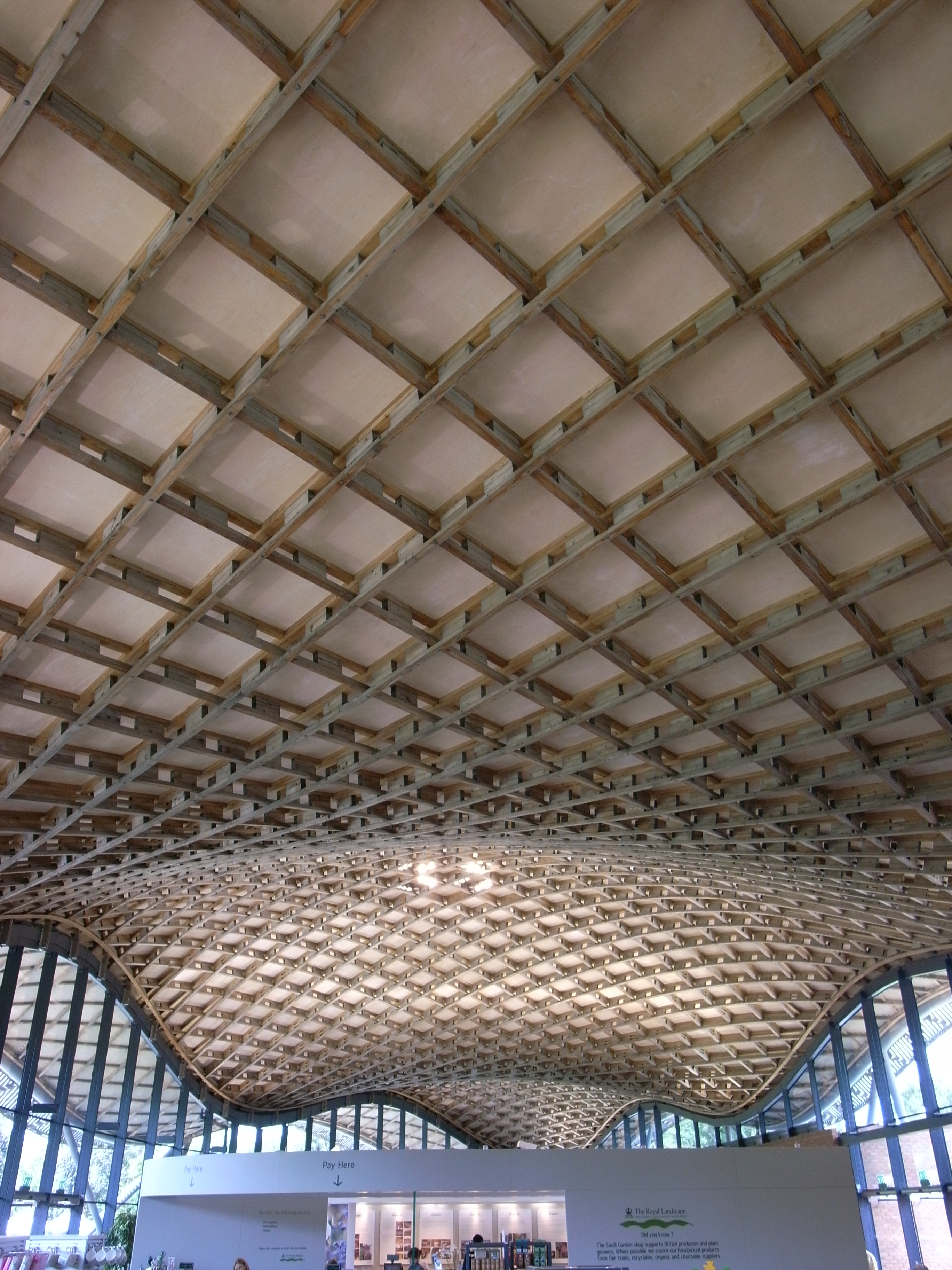
Gekreuzte Parallelbinder

### Historische Binder
Als Polygonalbinder oder Vieleckbinder werden unter anderem die Stützkonstruktionen der in der Gotik aufkommenden in der Untersicht offenen und tonnenförmigen Dachstühle bezeichnet, die auf durchgehende Bundbalken verzichten und dafür Sprengwerke mit dekorativ verstrebten Stichbalken verwenden. Siehe: Dachstuhl mit Stichbalken.

## Weitere Binder
Neben Dachbindern gibt es auch:
- Trockenbodenbinder oder auch Lagerbodenbinder
- Schalungsbinder (als Lehrgerüst für Betonbauteile beliebiger Form. meist im Betonbrückenbau)
- Studiobinder oder auch Wohnraumbinder